# Zalophus californianus
L'otaria della California (Zalophus californianus) è un leone marino che vive lungo le coste del Pacifico del Nord, principalmente della California. È presente in notevole quantità (circa 188.000 esemplari stimati nel 1995) e il loro numero tende ad aumentare del 5% circa annualmente.
Sono particolarmente intelligenti, possono essere facilmente addestrate a svolgere vari compiti e mostrano una limitata paura degli umani se abituati a loro. Per questo motivo, sono l'unica specie di otaridi capace di abituarsi alla compagnia umana e una scelta popolare per l'esposizione al pubblico in zoo, circhi, acquari e parchi marini. Sono animali molto forti e agili, tanto da poter tenere in alcuni casi il loro addestratore in equilibrio sulla punta del naso.

## Descrizione

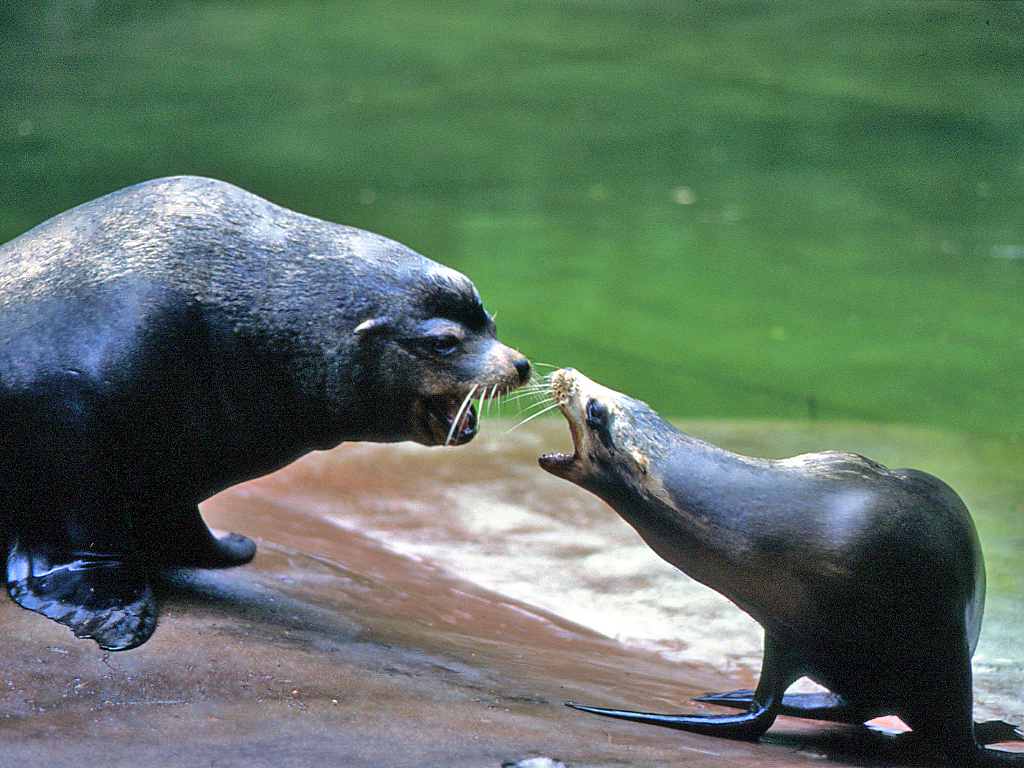
Un maschio e una femmina di otaria della California

Il maschio dell'otaria della California arriva a pesare anche 300 kg ed è lungo fino a 2,40 metri, mentre la femmina è molto più piccola, circa 90 kg di peso e 2 metri di lunghezza. Queste otarie hanno il muso appuntito, ciò che lo fa assomigliare vagamente a quello di un cane. Ai maschi cresce una protuberanza ossea sul cranio quando raggiungono la maturità sessuale, e da questo deriva il loro nome scientifico (loph sta per "fronte" e Zalophus significa "grande testa"). Hanno spesso una criniera, anche se non così sviluppata come quella dell'otaria sudamericana (Arctocephalus australis). Le femmine sono di colore più chiaro dei maschi. I piccoli nascono con un colore molto scuro, che diventa più chiaro quando hanno qualche mese. Quando la pelle è asciutta assume un tipico colore marron-cioccolato.
Le otarie della California si cibano di una grande varietà di specie marine, prevalentemente di calamari e pesci. Il consumo medio dei maschi che vivono negli zoo si aggira sui 4.000 kg all'anno quando raggiungono i 10 anni d'età. Per le femmine di oltre tre anni il consumo è di circa 1.800 kg all'anno.
La femmina ha un periodo di gestazione di 12 mesi e può partorire sia in acqua che sulla terraferma. Il latte di questa specie di mammiferi è probabilmente l'unico a non contenere lattosio. All'età di due mesi i piccoli sono già in grado di nuotare e di cacciare insieme alle loro madri.

### Interazione con l'uomo
La maggior parte delle otarie che si vedono nei circhi e nei parchi di divertimento sono otarie della California. La loro grande intelligenza, forza e agilità permette di addestrarli a compiere esercizi piuttosto difficili come prendere al volo una palla e tenerla in equilibrio sul naso, salire scale e suonare strumenti musicali (trombe e armoniche a bocca) con l'aiuto dell'istruttore. Anche i maschi adulti possono essere addestrati, ciò che non avviene per la maggior parte degli animali che si esibiscono nei circhi o parchi di divertimento, a eccezione del delfino.
Le otarie della California vengono usate dalla Marina degli Stati Uniti per compiere varie operazioni subacquee, come localizzare mine sottomarine e recuperare oggetti sommersi. Durante le immersioni possono raggiungere oltre 250 metri di profondità, ciò che non è possibile per l'uomo. Sono state impiegate dagli Stati Uniti nel 2003 durante la 2ª Guerra del Golfo per proteggere le navi americane dall'attacco di subacquei nemici. Le otarie venivano addestrate a seguire il subacqueo che si stava avvicinando a una nave e ad attaccargli una ganascia collegata con una fune a una gamba; il lavoro veniva eseguito spesso in pochissimo tempo e il subacqueo si accorgeva di essere stato catturato solo quando era troppo tardi.
Alcune società di protezione degli animali hanno obiettato all'uso di questi e altri animali come "clowns" o per operazioni militari, ma altri sostengono che questo non li danneggia, anzi permette loro di mettere in mostra la notevole abilità e intelligenza.

## Areale e comportamento

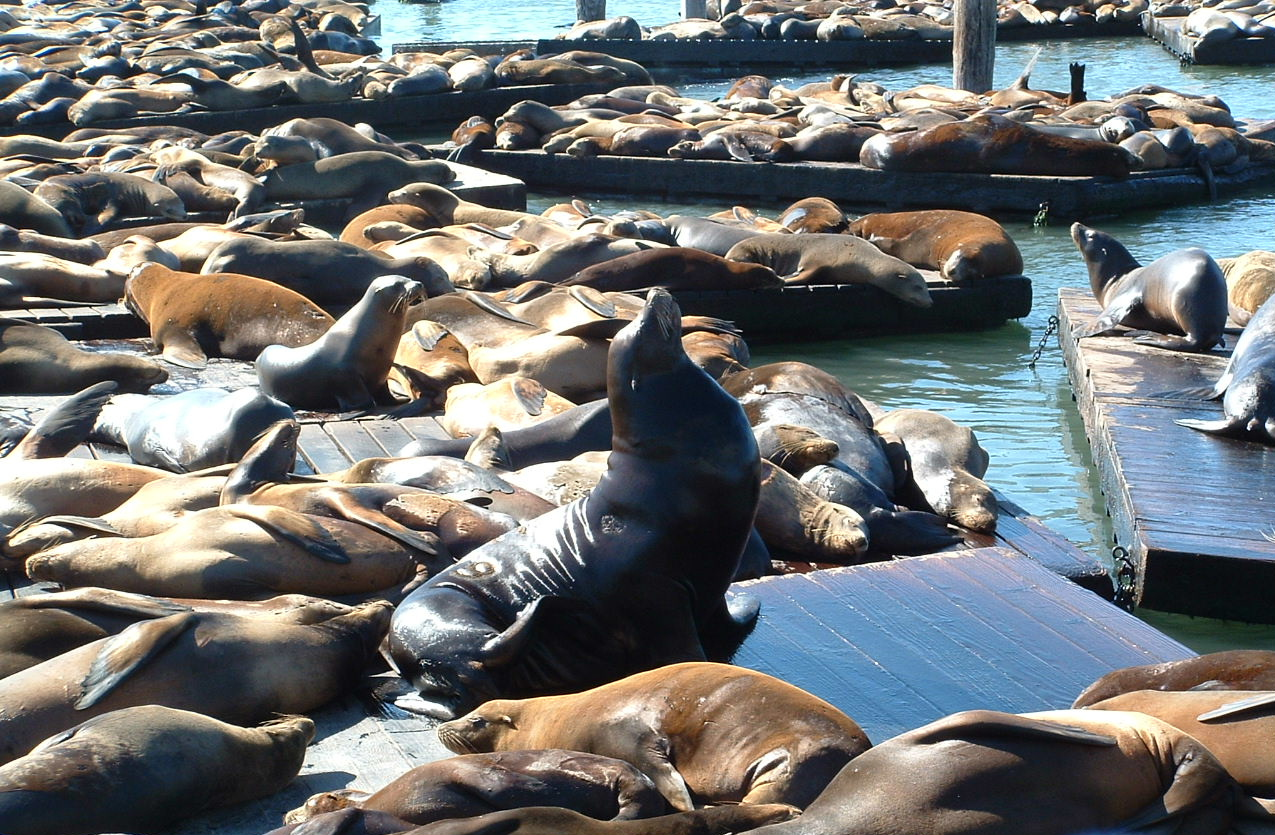
Centinaia di leoni marini prendono il sole su un molo del porto di San Francisco

Come indicato dal nome, le otarie della California vivono prevalentemente lungo le coste della California. Si trovano però anche lungo le coste dell'Oregon, dello Stato di Washington, della provincia canadese della Columbia Britannica e anche del Messico. Si riproducono in una zona che va dalla California meridionale al Messico. Generalmente non si spingono oltre i 15 km dalla costa e nelle giornate soleggiate si mantengono vicino alla superficie del mare. Di notte o in giornate fredde si spostano anche sulla terraferma o sui fianchi di scarpate. Quando non sono nella stagione della riproduzione si possono vedere spesso in prossimità dei porti turistici, sui moli e anche sopra le boe di navigazione. Questi ambienti antropici offrono protezione contro i loro nemici naturali, le orche e lo squalo bianco. Per sfuggire a questi nemici le otarie della California si immergono se necessario a grandi profondità, raggiungendo anche i 270 metri.
Sono animali molto sociali e si riproducono in gruppo tra maggio e agosto. I maschi scelgono di localizzare il loro territorio in zone rocciose. Per riprodursi, formano degli harem, che sono dei gruppi composti da un maschio dominante e da 4 a 60 femmine. Ogni maschio deve difendere il suo territorio combattendo con altri maschi. In questi combattimenti, i due individui si mordono a vicenda il collo, che è molto resistente e forte.

## Galleria d'immagini

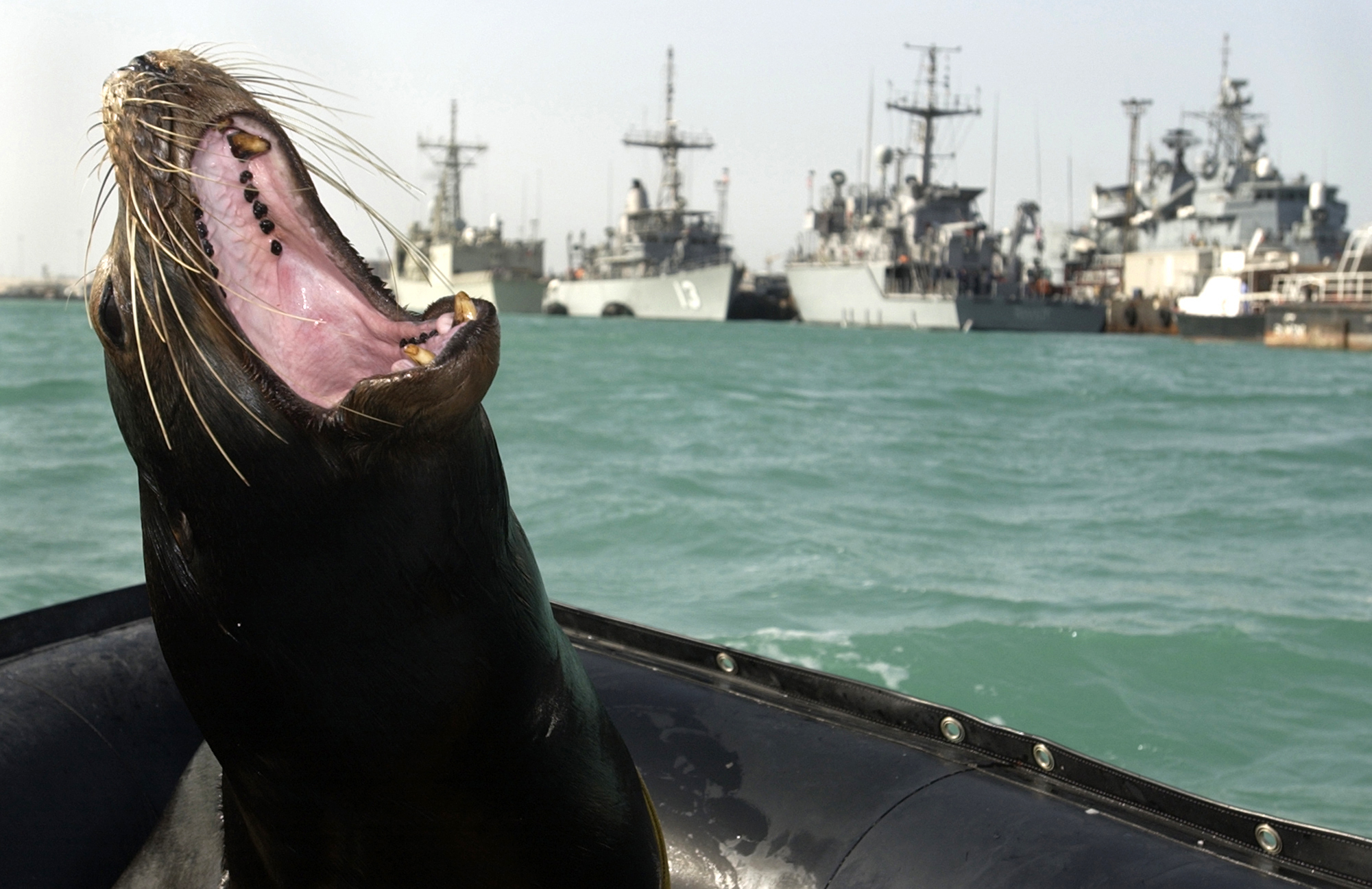
Zak, un'otaria della California impiegata dalla Marina degli Stati Uniti
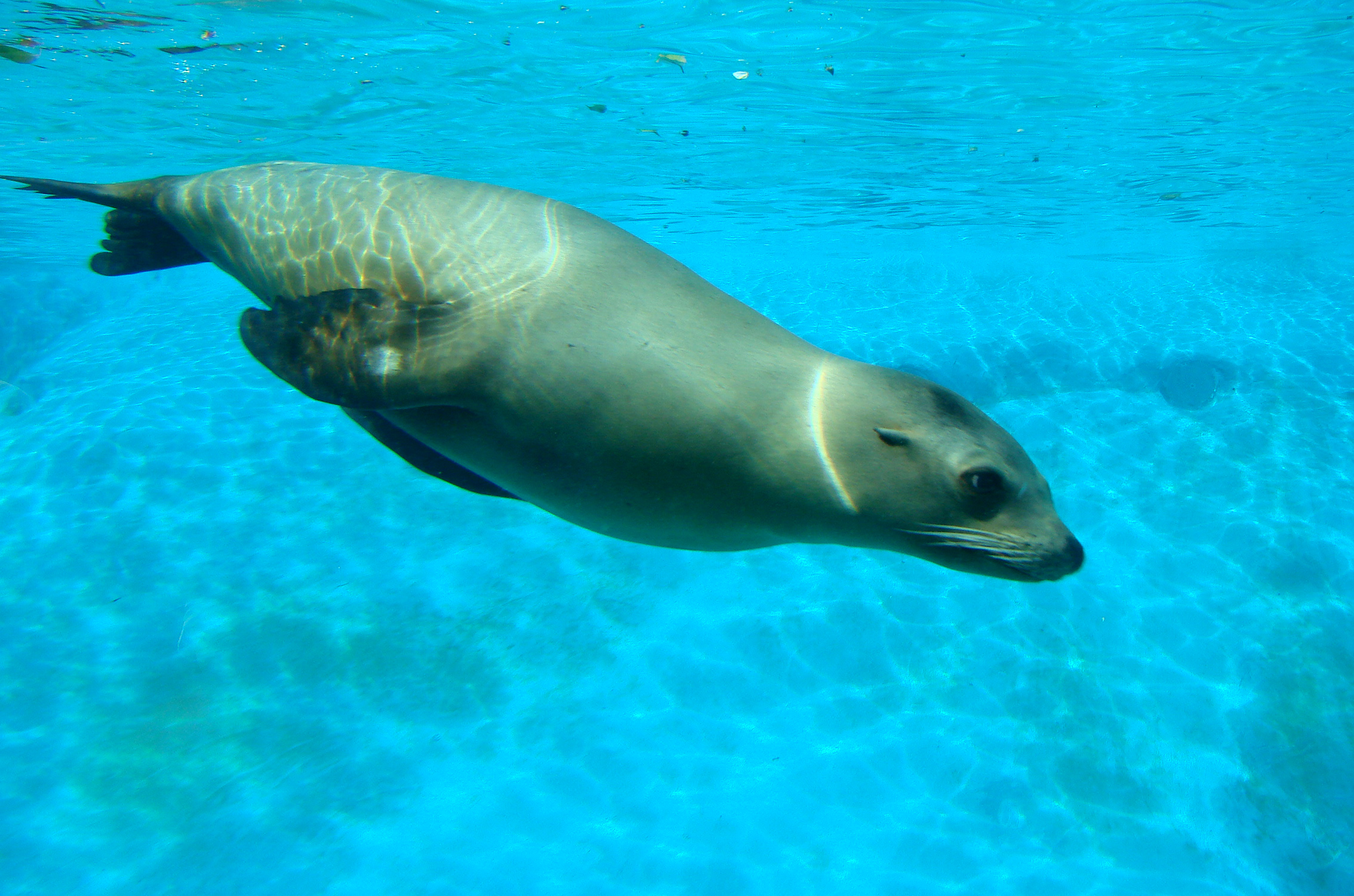
Un'otaria dell'acquario di Amnéville mentre nuota sott'acqua
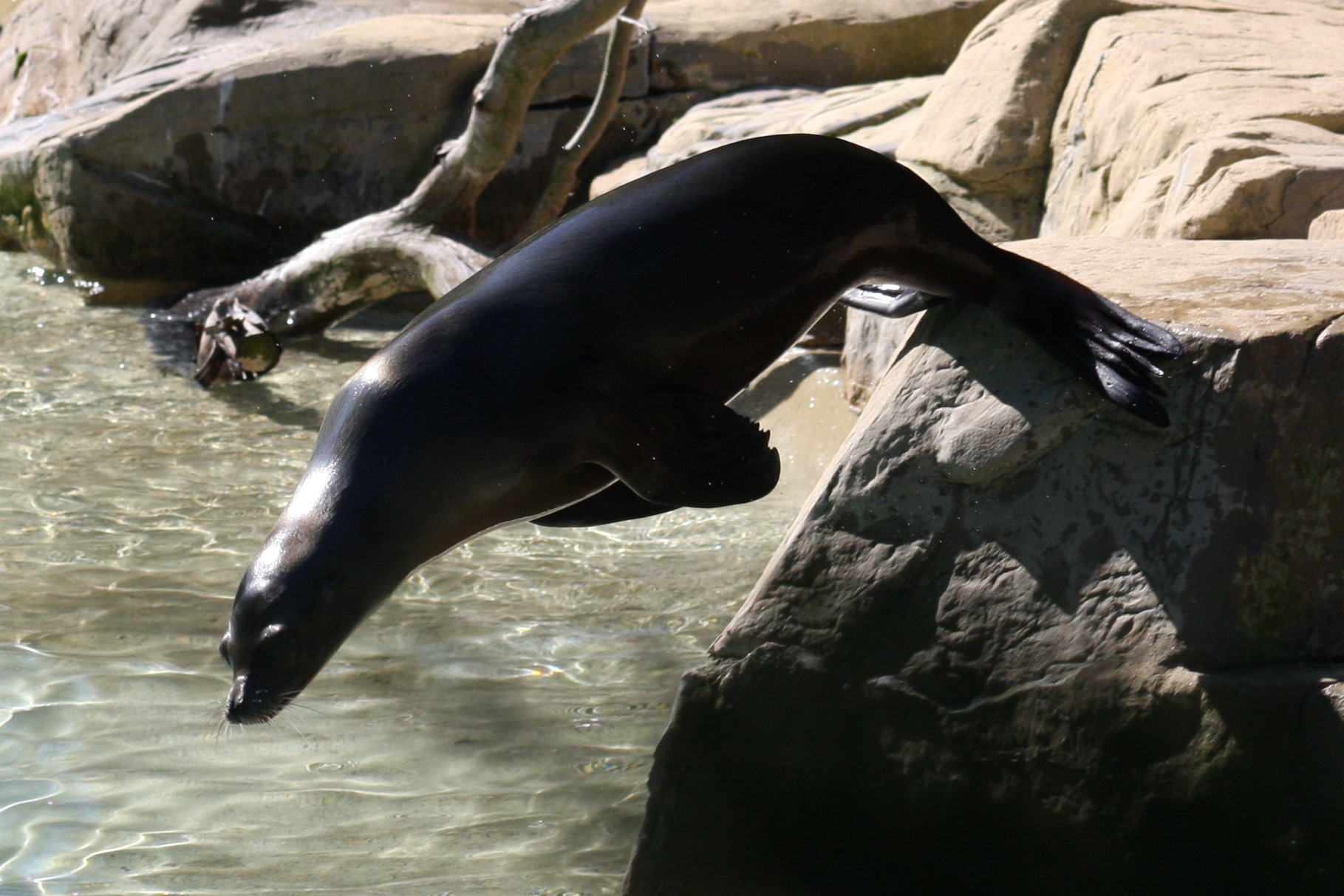
Un'otaria della California dello Zoo di Washington mentre si tuffa in acqua
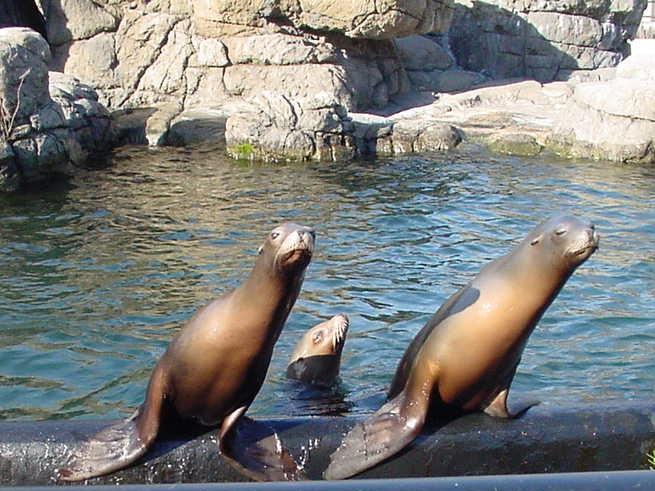
Otarie che attendono il cibo nello Zoo di Washington
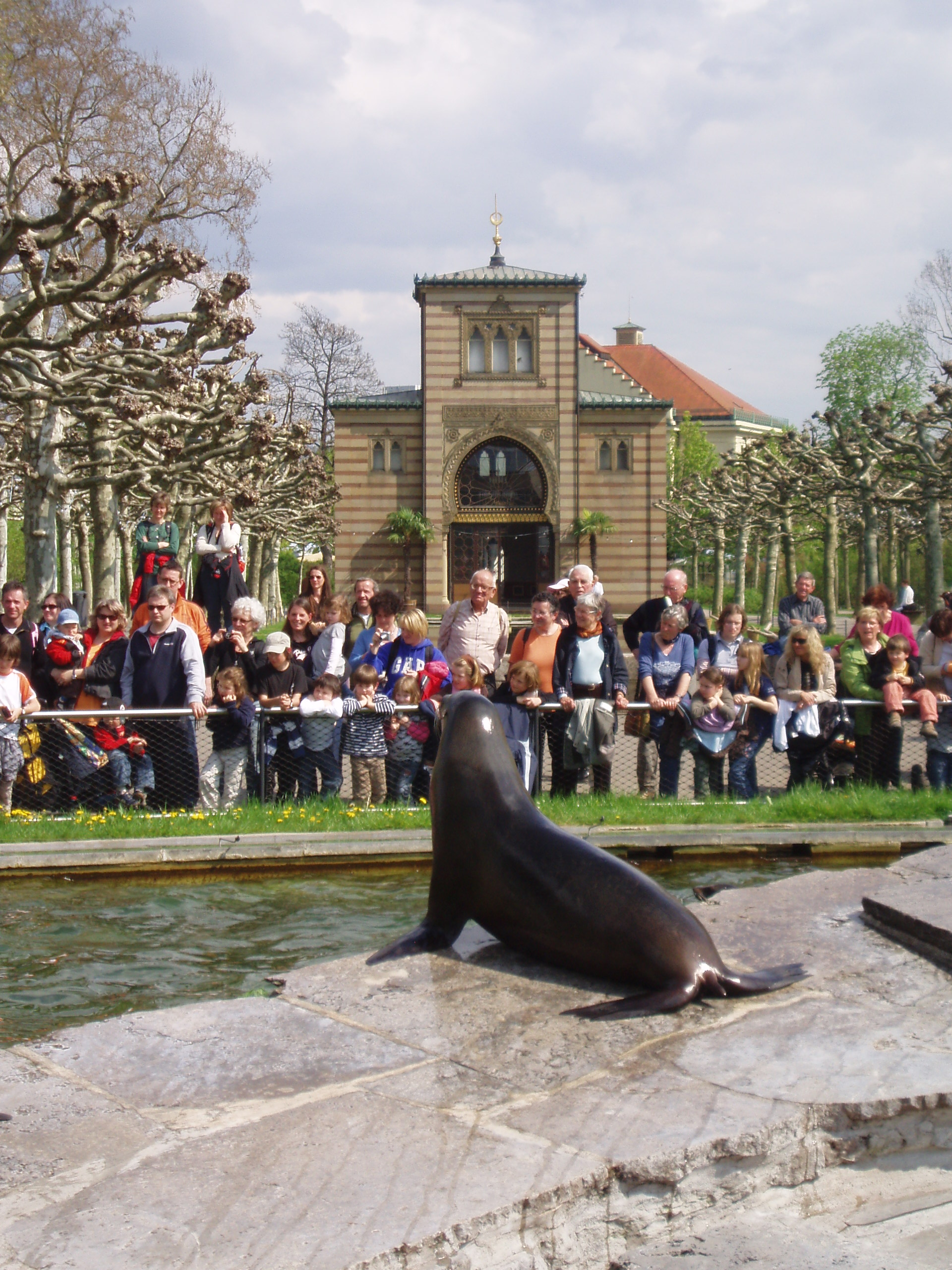
Otaria al Wilhelma Zoo di Stoccarda, Germania
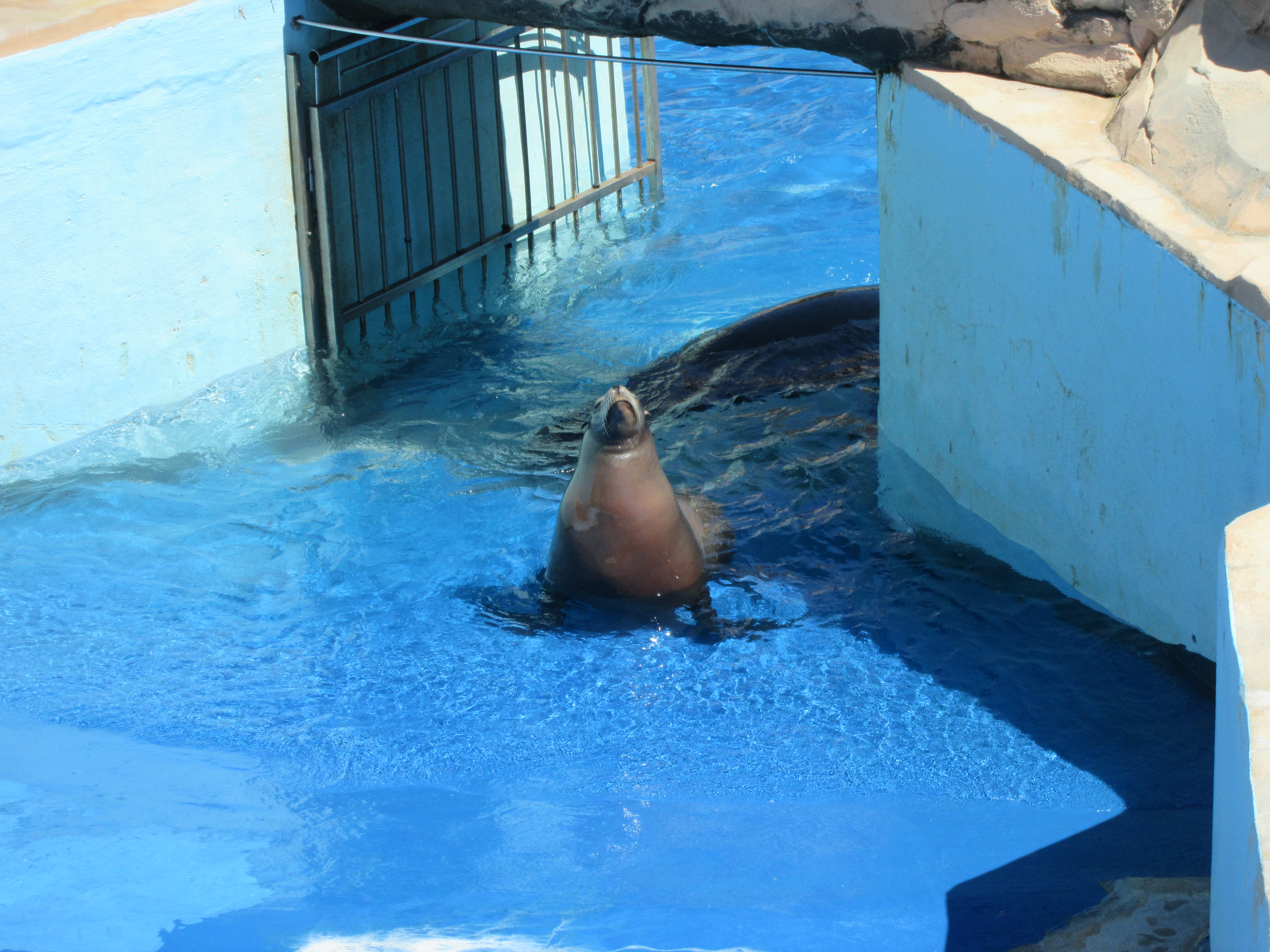
Otaria al Marineland di Antibes, Francia
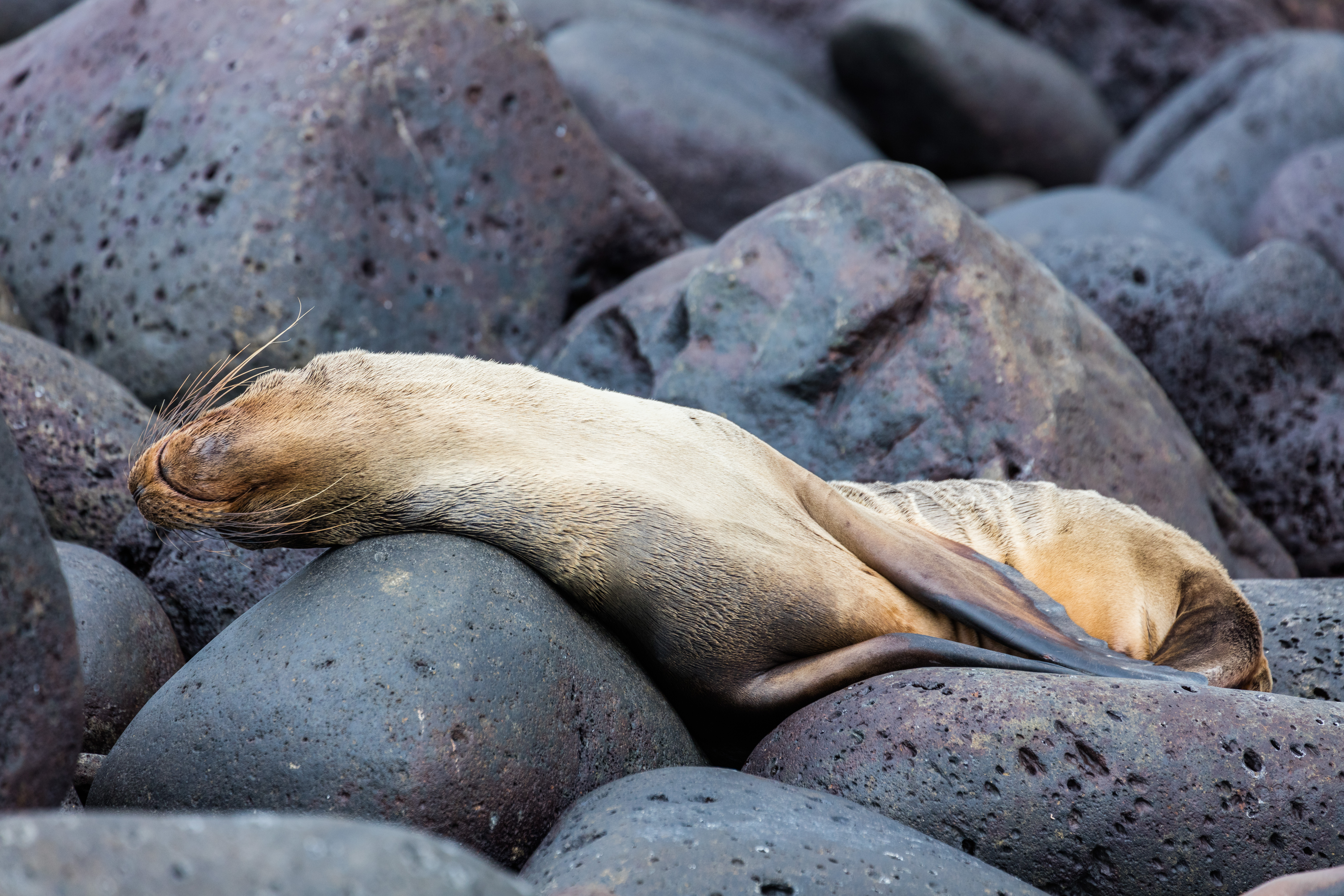
Leone marino (Zalophus californianus wollebaeki), isola Lobos, Galápagos, Ecuador.